# Одиннадцатое сентября 1683 года
«Одиннадцатое сентября 1683 года» (англ. The Day of the Siege: September Eleven 1683, пол. Bitwa pod Wiedniem, итал. 11 settembre 1683) — совместный польско-итальянский исторический фильм-драма 2012 года на английском языке, снятый режиссёром Ренцо Мартинелли.

## Сюжет
В фильме показана история Венской битвы, которая произошла 11 сентября 1683 года, когда армия Священной лиги под командованием Яна Собеского разрушила планы Османской империи вторгнуться в австрийскую столицу, а оттуда в остальную христианскую Европу, уделяя особое внимание роли монаха Марко д'Авиано, которую он сыграл в этих событиях.

## В ролях
- Ф. Мюррей Абрахам — Марко д’Авиано, итальянский монах-капуцин
- Ежи Сколимовский — король Польши Ян III Собеский
- Алиция Бахледа — Элеонора Мария Австрийская
- Энрико Ло Версо — великий визирь Кара Мустафа
- Пётр Адамчик — император Священной Римской империи Леопольд I
- Даниэль Ольбрыхский — генерал польской артиллерии Мартин Контский
- Борис Шиц — польский коронный гетман Миколай Сенявский
- Анджей Северин — Ян Анджей Морштын
- Войцех Мецвальдовский — Юрий Франц Кульчицкий
- Клэр Блум — Роза Кристофори
- Йоргос Воядзис — Абул
- Штефан Янку — Али, сын Кара Мустафы
- Хэл Яманучи — Мурад Герай, крымский хан

## Производство
Съёмки фильма с бюджетом в 13 миллионов евро начались в апреле 2011 года. Попутно с монтажом полнометражного художественного фильма, продюсеры собирались выпустить более длинную версию для телевидения в виде мини-сериала.
Намек в названии на террористические атаки 11 сентября 2001 сделан намеренно. Режиссёр Мартинелли пояснил, что хотя эта дата связана с атаками на Соединенные Штаты, мало кто знает, что эта дата также знаменует собой исторические события 1683 года, когда 175 000 солдат выдвинулись из Константинополя с намерением захватить Рим и превратить Базилику Святого Петра в мечеть.